# バックホー

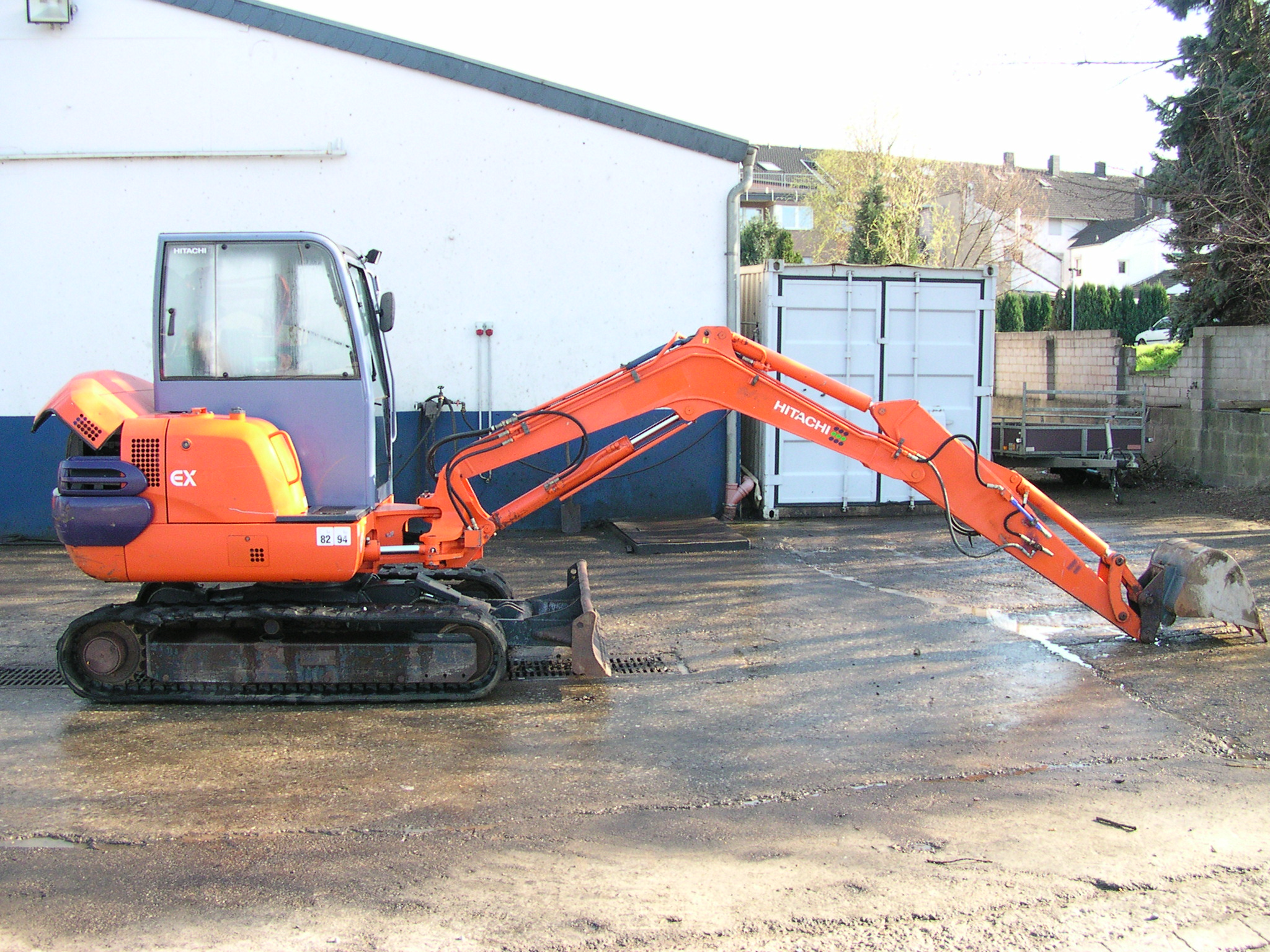
日本で一般的なバックホー

バックホー（英: backhoe、独: Tieflöffelbagger）とは、油圧ショベルの中でも、ショベル（バケット）をオペレータ側向きに取り付けたもののこと。オペレータ側向きのショベルでオペレータは自分に引き寄せる（抱え込む）方向に操作する。地表面より低い場所の掘削に適している。建設機械の一種。「バックホウ」と表記することも。（日本の行政用語では）ドラグショベルともいう。日本語のバックホーの語源は英語のbackhoeだが、英語ではその他、rear actorあるいはback actorと称することがある。

## 概説
油圧ショベルはアタッチメントと呼ぶショベルやバケット部分の付け替えによって様々な用途に使われ、バックホーはショベル（バケット）をオペレータ側向きに取り付けたタイプのことである。（それに対して、バケットを上向きで、オペレータから遠ざけ押し上げる向きで取り付けたタイプは「ローディングショベル」と呼ばれる）

## 海外のバックホー
英語の「backhoe」は「back」（後部）と「hoe」（鍬、くわ）が語源である。なぜバックなのかについては、以前に多く用いられていた前方へすくい取るローディングショベルに対し、手元側（後方）へ掘り取るからだとも、あるいは後述のようにトラクターの後部に装着する作業装置が元だからだとも諸説ある。
日本で一般的にバックホーと呼ばれる建設機械は、無限軌道あるいは車輪を備えた走行装置上部の車体全体を旋回させる機能を有するのが特徴であり、これは英語ではエクスカベータ(excavator)と呼ばれる。

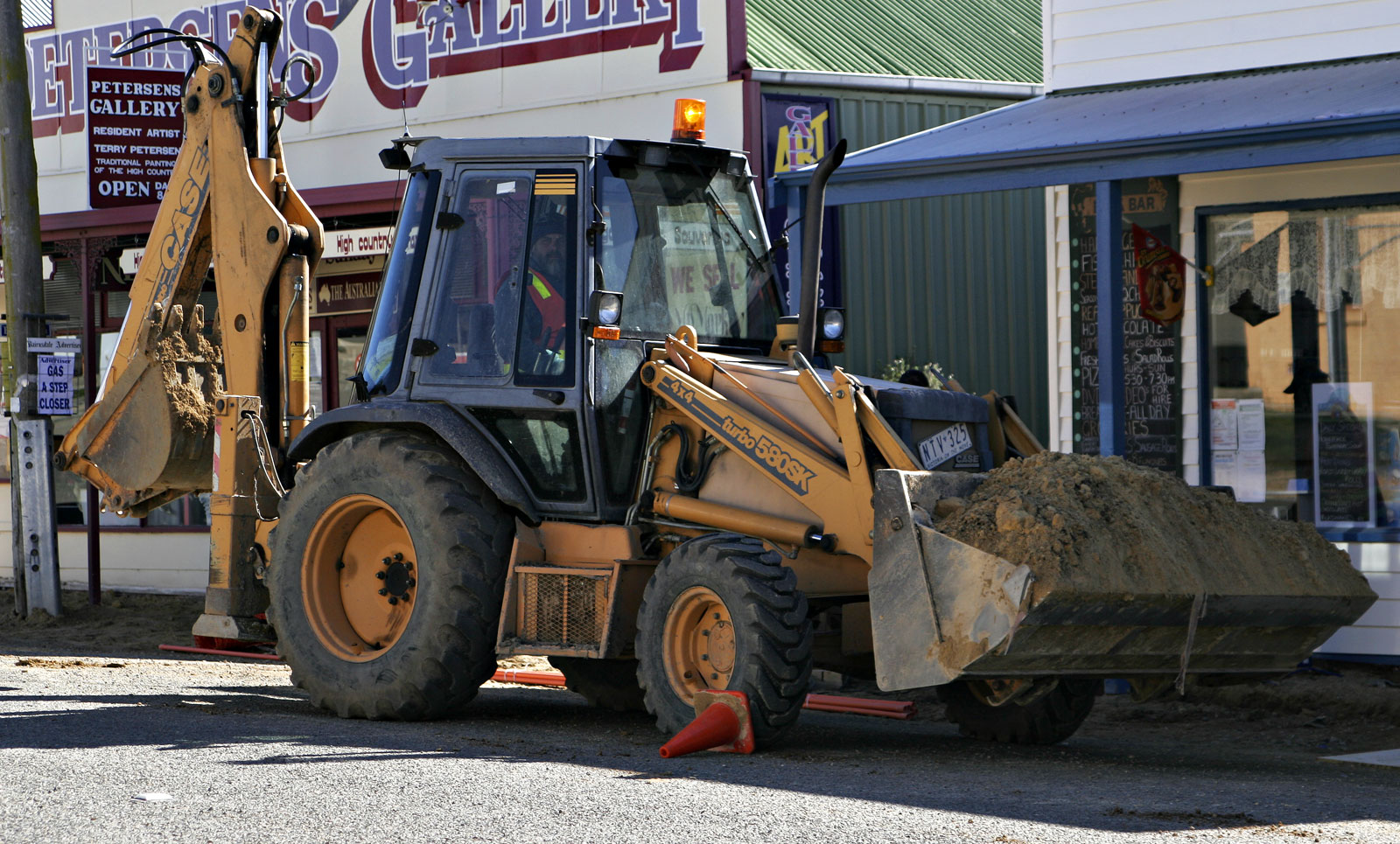
海外のローダーバケット付きバックホー

これに対して海外でバックホーと呼ばれる物は農耕用トラクターから派生した建設機械で、前方にローダーバケット、後方にバックホーを備え、バックホー・ローダー(backhoe loader)とも呼ばれる。最初のバックホー・ローダーは1953年にイギリスのJCBによって作られた。また日本ではほとんど見かける事はないが、外国製の農耕用トラクターでは、後部に装着する作業機としてバックホーをオプションで設定していることがある。

## 操作方法
基本的には、左右に一本ずつ、計二本の操作レバー、走行系の無限軌道を操作する走行レバー二本、エンジンのスロットル操作を行うスロットルレバーが備えられている。
機種によって、アームと本体の角度や、バケットのオフセット位置を変更するための操作ペダルを備えている。
旋回は油圧モーターと旋回ブレーキを制御することによって行う。
アームやバケットは、接合部分に取り付けられた油圧シリンダーに送り込む油の量を制御し、油圧シリンダーの長さを変えることによって、接合部分の角度を制御することによって操作する。
過去には各メーカーが独自の操作方式を採用していたが、JIS規格で一度標準とされる操作方式が定められた。その後、1994年にISO方式が新JIS規格として採用され、現在日本国内ではISO規格の操作方式が標準方式とされている。
スロットルレバー
エンジンの出力を調節する。レバー型のものや、ダイヤル型のものがある。
大きな力が必要な作業をしたり、走行速度を上げる場合にはスロットルを開け、繊細な作業をしたり走行速度を落とす場合にはスロットルを絞る。
出力はエンジンの回転の音や、実際に操作した感覚などで判断し調節する。
左レバー
左右に倒すと、それぞれの方向に機体が旋回する。レバーを中立位置に戻すと旋回ブレーキが作動し、旋回を停止する。
前後に倒すと、アームの中折れ部分に取り付けられている油圧シリンダーの長さが変化し、アームの中折部分の角度を変化させ、結果としてアームの半径長を変化させる。つまり前に倒すと、油圧シリンダーが伸びてアーム中折部分の角度が大きくなり、バケットを前方に押し出す。
後に倒すと、アームの中折れ部分の角度が小さくなり、バケットを機体本体に近づく向きに引き寄せる。
右レバー
左右に倒すと、バケットとアームの接合部分に取り付けられた油圧シリンダーの長さが変化し、バケットとアームの接合部分の角度を変化させる。
左に倒すと、油圧シリンダーが収縮してバケットとアームの角度を小さくし、バケットで土砂などをすくったり掘削したりするような動作をする。
右に倒すと、バケットとアームの接合部分の角度が大きくなり、バケットに入っている土砂などを排出する動作をする。
前後に倒すと、機体本体とブームの接合部分に取り付けられた油圧シリンダーの長さが変化し、ブームを上下方向に動かす。前方に倒すと、ブームを下げる。後方に倒すと、ブームを持ち上げる。
実際には、アームの中折れ部分とバケットの取り付け部分の角度は、それぞれ関連して動作するので、効率的に操作するには一定の熟練が必要である。
また、アームを縮めた場合には、中折れ部分が上方にせり上がり、作業部分であるバケット部のみ見ていると上方の電線などの障害物に干渉したりするなど、事故につながることもある。
走行
走行方式が永久軌道方式（クローラともいう。俗に言うキャタピラは商標）である場合には、左右それぞれの履帯を独立して操作するレバーが備えられている。また、特に大型の機種（機体総重量12トン以上のものではほとんど）では走行レバーの根元部分に足で操作できるようにペダルが備えられているものも多い。
前進
レバーを前に倒す。（ペダル前方を踏み込む）
後退
レバーを後ろに倒す。（ペダル後方を踏み込む）
転回
曲がりたい方向と反対側のレバー（ペダル）をより大きく倒す。（踏み込む）
同位置での転回
左右のレバーをそれぞれ逆に倒す。
同位置での無理な転回は、履帯を損傷したり、あるいは履帯が駆動輪から外れてしまうなどのトラブルも引き起こすことがあるので、注意が必要である。
また、アームを下げバケットを地面に押し付けると、履帯の前方向が持ち上がり、そのままの状態で操作レバーで機体の旋回操作を行うと転回できる。この時、走行ペダルを左右逆操作すればよりスムーズに転回でき、履帯の負担やトラブルの可能性も少なくなる。（両手がアーム操作や旋回操作でふさがっているので、足でのペダル操作で行うのが普通だが、先にアーム操作を行なって履帯を浮かせてあれば、旋回操作を左手、走行レバーを右手で操作するという方法もある）
走行系操作の注意点
旋回して機体方向が反転しても、走行レバー操作で動作する方向は変わらないので、オペレーターからみた見かけの走行レバーの操作の方向は反転する。つまり作業アームと座席が後方を向いている場合、オペレーターからの見かけ上では、走行レバーを後方に倒すと前進し、レバーを前方に倒すと後退する。
オペレーターが機体の向きをしっかりと把握せずに操作して逆方向に走行したことによるとみられる崖からの転落、作業員その他の人や物との接触などの事故もしばしばあるので、走行系操作には十分な注意が必要である。
旧JIS方式
現行のISO規格と旧JIS規格では、左レバーの操作方法が異なり、旧JIS規格では前後に倒して旋回させる。つまり左レバーを前に倒すと右旋回、後ろに倒すと左旋回、右に倒すとアームの収縮、左に倒すとアームの伸長である。

### 現状
バックホーの操作方式にISO規格が採用されたのは1994年だが、建設現場では未だに両者が混在しており、オペレーターも未だに旧規格に慣れた者も多く、機種によっては、操作方法を簡単に変えられる仕組みを備えたものもある。
旧JIS規格とISO規格の操作方式は、左レバーの操作手順を90度ずらしただけなので、操作方法の変更には一般的にはそれほど複雑な機械構造を必要とはしない。
または操作方法に関わる油圧配管を変更して、オペレーターが慣れている操作方式に変えて使用している場合も多い。

## 免許・資格
日本国内では、バックホーの運転には、車両系建設（整地・運搬・積み込み用及び掘削用）機械技能講習修了者（機体質量3トン以上）
または特別教育修了者（機体質量3トン未満）の資格が必要である。
また、工事などで占有している部分の走行の場合や、工事現場直近での安全に十分配慮しての短距離の移動や横断の場合などを除き、一般道路の走行には、第一種大型特殊自動車運転免許が必要である。
また、フォークリフト等と同様、一般道路の走行にはバックホーにも自動車登録と自動車検査登録（車検）が必要であり、当然ナンバープレート（0ナンバー）も備えていなければならない。